# Westerwald (Eichsfeld)
|  | Per a altres significats, vegeu «Westerwald». |

El Westerwald és una cresta boscosa de la zona paisagística de l'Eichsfeld a Turíngia (Alemanya). El cim més alt és el Amtklafter a 504 metres sobr el nivell mitjà del mar.
Fa part de l'altiplà d'Eichsfeld i del parc natural d'Eichsfeld-Hainich-Werratal, a dotze quilòmetres de Heilbad Heiligenstadt, capital de la comarca d'Eichsfeld. Pertany a la conca del Frieda, un afluent del Werra, un dels dos rius font del Weser.

## Llocs d'interés
- L'església de romeria de Klüschen Hagis, al lloc d'una antiga eremita
- El castell de Gleichenstein
- La cascada i els molins d'aigua de la vall del Lutter

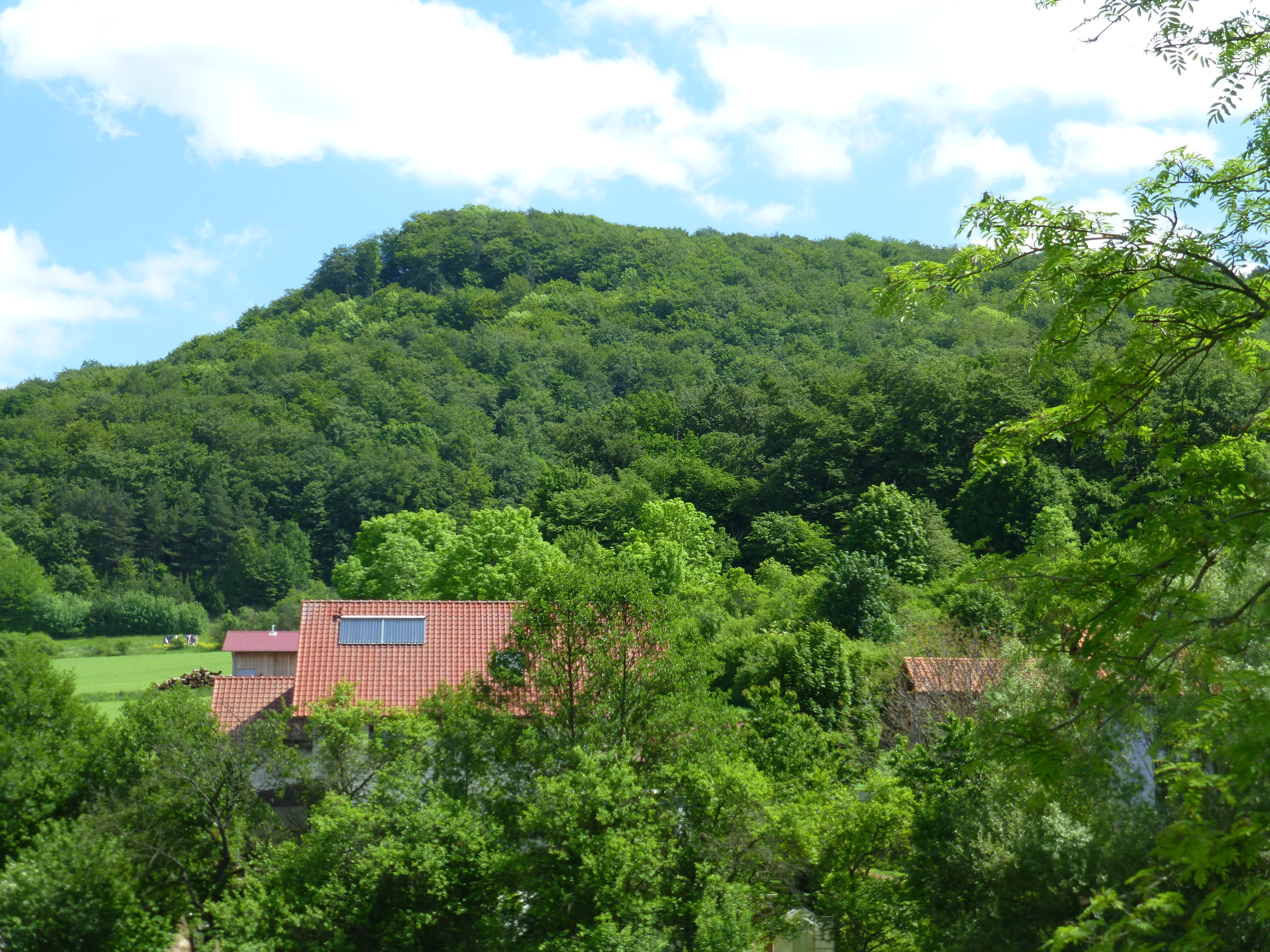
El mont Grosser Heuberg a Ershausen
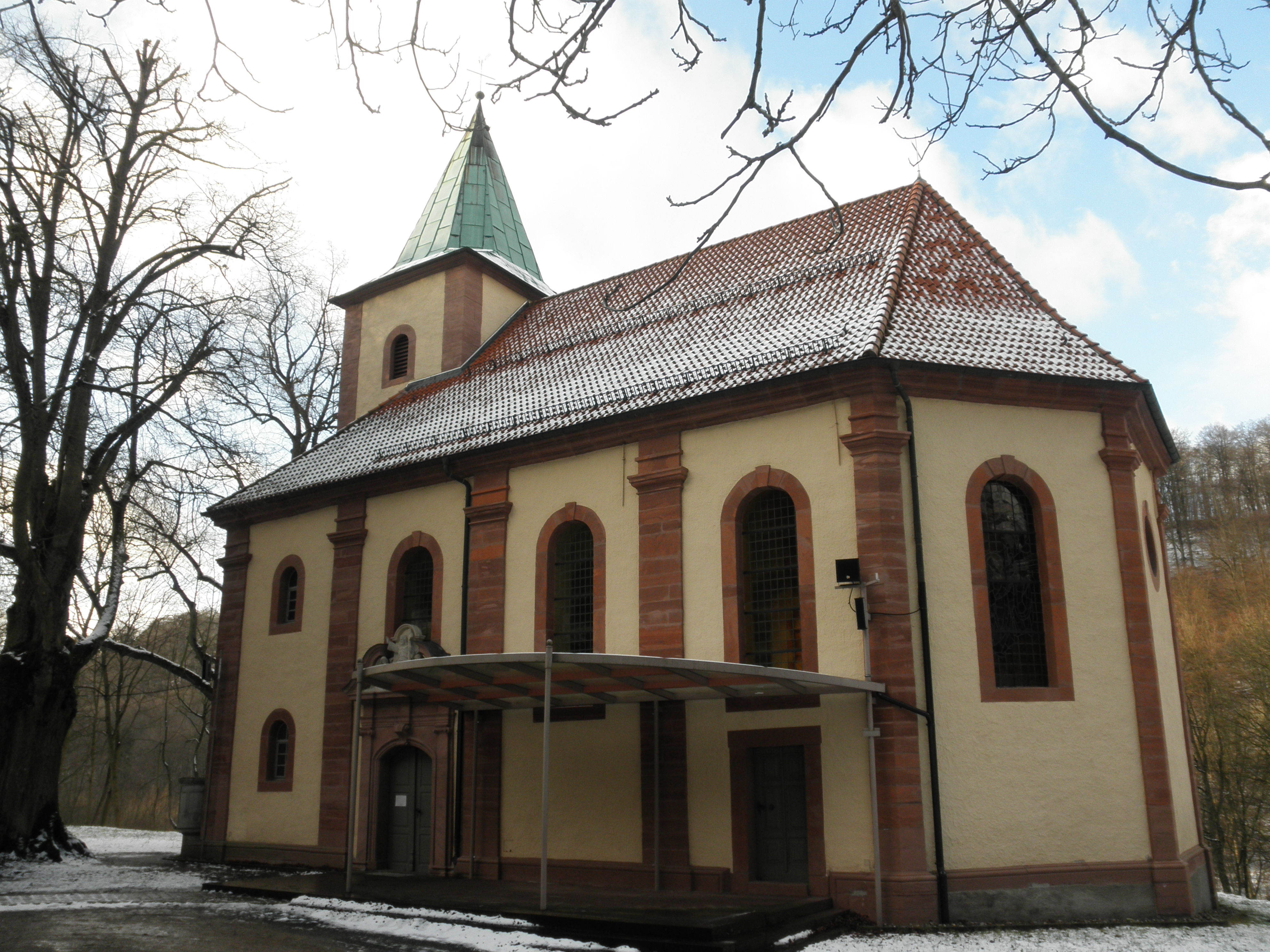
Klüschen Hagis
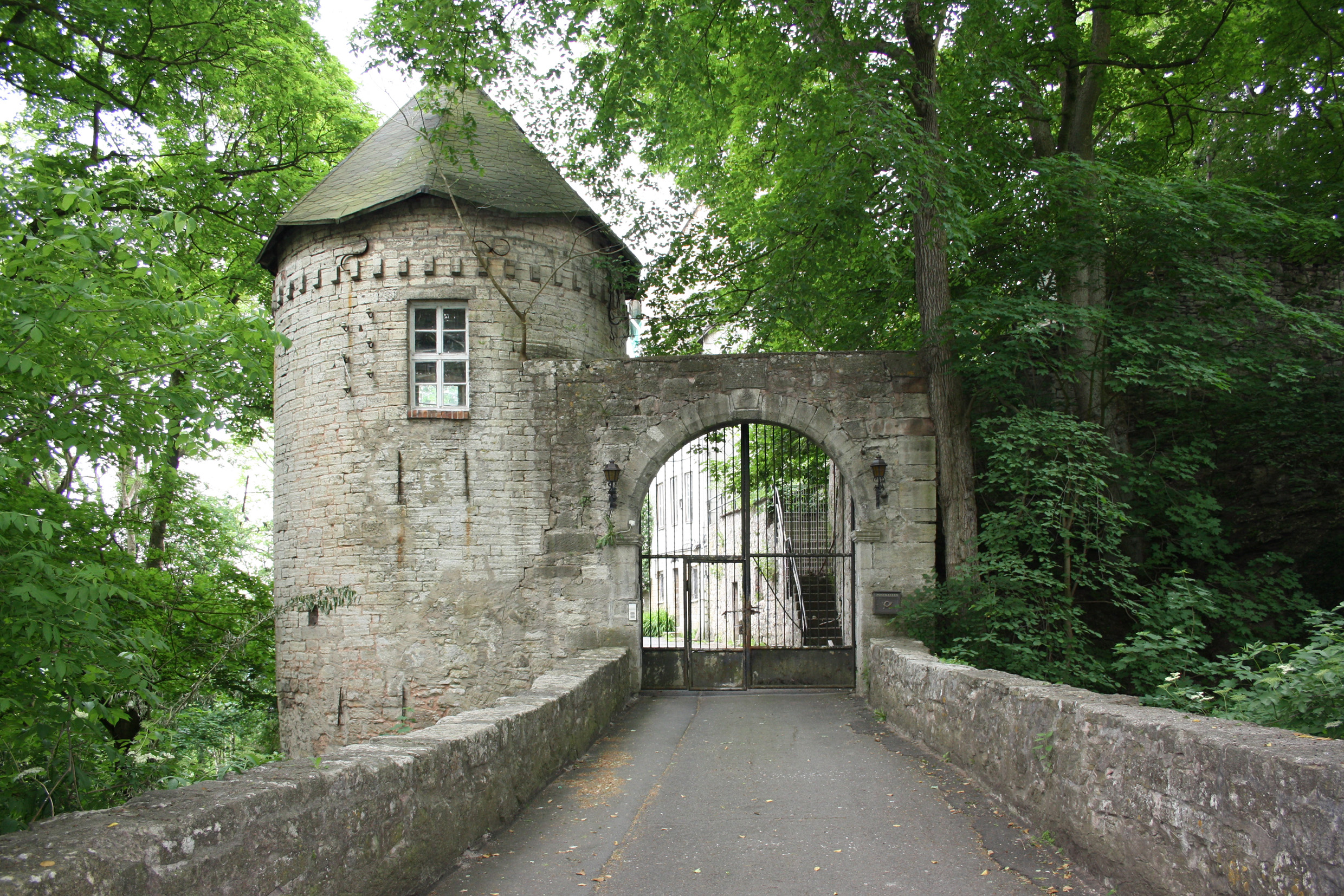
Castell de Gleichenstein
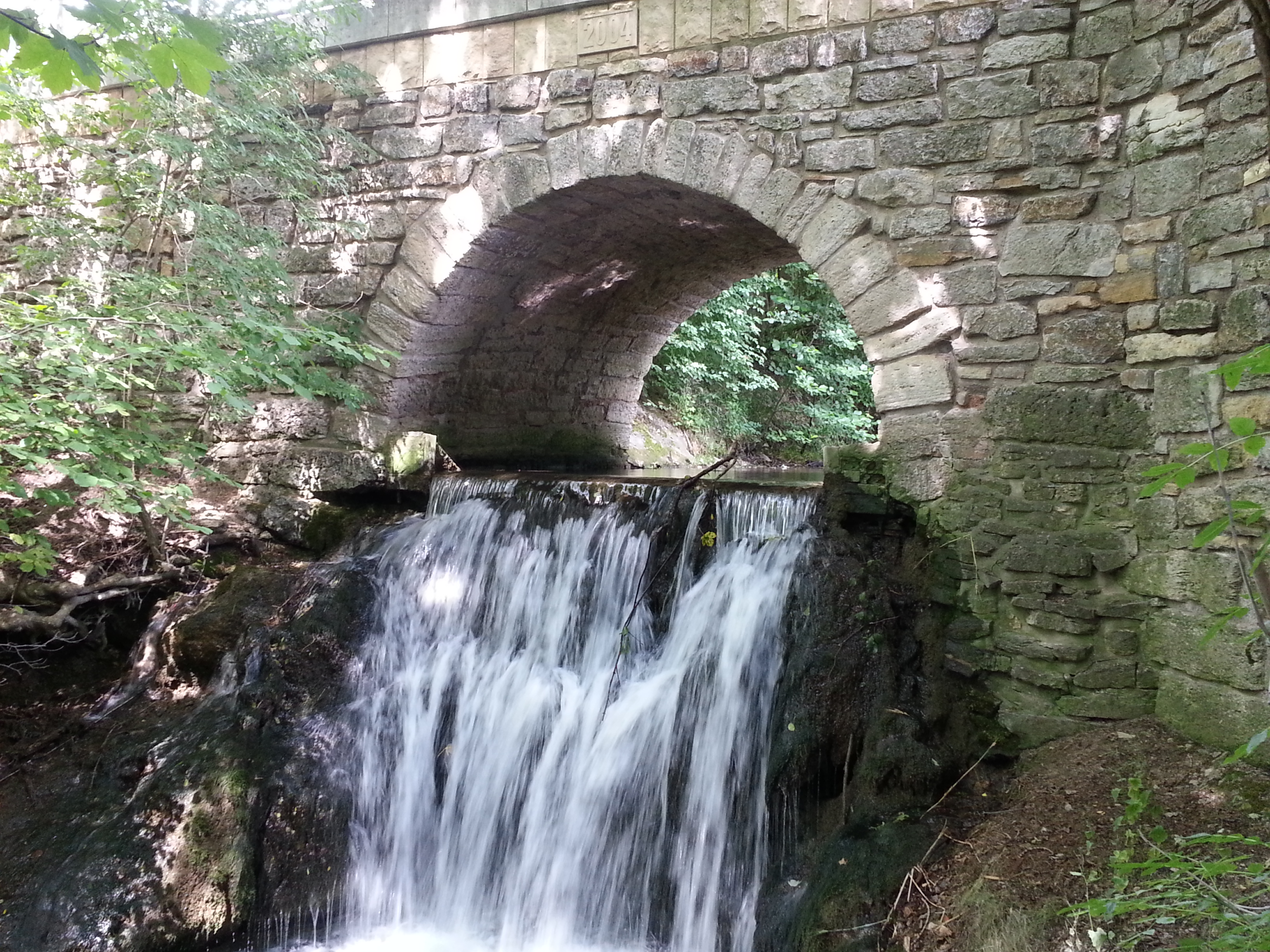
La cascada del Lutter a Grossbartloff